# 73

## Події
- 15 квітня — Луцій Флавій Сільва, командувач Легіон X «Фретензіс», придушив юдейське повстання проти римського правління — римляни після тривалої облоги захопили фортецю Масада поблизу Мертвого моря. З 960 чоловіків, жінок та дітей живими залишилося лише семеро.